# 나카무라 고스케
나카무라 고스케(일본어: 中村 航輔, 1995년 2월 27일 ~ )는 일본의 축구 선수이다. 포지션은 골키퍼이며, 현재 포르투갈 프리메이라리가의 포르티모넨스 SC에서 활동하고 있다.

## 구단 경력
그는 2013년부터 2020년까지 J리그의 가시와 레이솔, 아비스파 후쿠오카에서 활동하였다.

## 국가대표팀 경력
그는 2011년 FIFA U-17 월드컵에 참가할 일본 U-17 국가대표팀에 발탁되었으며, 4경기에 출전, 8강 진출에 기여했다.
2016년 하계 올림픽에 참가할 일본 U-23 국가대표팀에 발탁되었으며, 2경기에 출전했다.
그는 2017년 EAFF E-1 풋볼 챔피언십에 참가할 일본 국가대표팀에 발탁되었으며, 12월 9일 조선민주주의인민공화국와의 경기에서 데뷔했다. 2018년 FIFA 월드컵에 선발되었으나 경기에 출전하지는 못하였다. 2019년 EAFF E-1 풋볼 챔피언십에도 출전했다. 그는 2023년까지 국제 A매치 통산 8경기에 출전했다.

## 통계
| 일본 | 일본 | 일본 |
| 연도 | 출전 | 득점 |
| ---- | ---- | ---- |
| 2017 | 2    | 0    |
| 2018 | 2    | 0    |
| 2019 | 2    | 0    |
| 2020 | 0    | 0    |
| 2021 | 0    | 0    |
| 2022 | 0    | 0    |
| 2023 | 2    | 0    |
| 통산 | 8    | 0    |